# Округ Дуплин (Северна Каролина)
Дуплин (енгл. Duplin County) је округ у америчкој савезној држави Северна Каролина.

## Демографија
По попису из 2010. године број становника је 58.505, што је 9.442 (19,2%) становника више него 2000. године.
| Група             | 2000.          | 2010.          |
| Белци             | 27.094 (55,2%) | 30.959 (52,9%) |
| Афроамериканци    | 14.198 (28,9%) | 14.773 (25,3%) |
| Азијати           | 75 (0,2%)      | 155 (0,3%)     |
| Хиспаноамериканци | 7.426 (15,1%)  | 12.059 (20,6%) |
| Укупно            | 49.063         | 58.505         |